# José Ignacio Mantecón
José Ignacio Mantecón Navasal (Zaragoza, 1902 - Ciudad de México, 1982) fue un archivero, político e historiador español. Fue  nombrado gobernador general del territorio republicano de Aragón en el contexto de la Guerra Civil Española. Durante la contienda ocupó otros cargos, como miembro Consejo Regional de Defensa de Aragón y comisario de varios unidades del Ejército Popular de la República.

## Biografía
Hijo de un importante ingeniero y empresario, desde muy joven su ideología política se orientó hacia un republicanismo de izquierdas. Tras la declaración de la Segunda República Española se afilió al partido Izquierda Republicana fundado por Manuel Azaña, que se convertiría en presidente de la República en 1936.
Se licenció en Derecho y en Filosofía y Letras en la Universidad de Zaragoza con premio extraordinarioy se doctoró en 1925 en Derecho por la Universidad Central de Madrid. Tras aprobar las oposiciones del Cuerpo Facultativo de Archiveros, Bibliotecarios y Arqueólogos, fue destinado a Sevilla, donde trabajó en el Archivo de Indias. Durante su estancia en la capital andaluza fue elegido presidente del Real Betis, periodo en el cual, el club ascendió por primera vez en 1932 a la primera división del fútbol español.
Después de comenzar guerra civil, se mantuvo fiel a la República, aunque su familia fue víctima de la represión franquista. Dentro del Ejército Popular de la República, fue comisario político de un batallón y posteriormente de la 72.ª Brigada Mixta. A partir de enero de 1937 pasó a ocupar el cargo de consejero de Justicia dentro del Consejo Regional de Defensa de Aragón, organismo creado por los anarcosindicalistas y gobernó el territorio no sublevado de Aragón hasta su disolución por el gobierno republicano, en agosto de 1937. El 10 de agosto Mantecón fue nombrado Gobernador general del territorio, posición que ocuparía hasta marzo de 1938 cuando se produjo la ofensiva franquista de Aragón. Tras el derrumbe del frente aragonés desempeñó el cargo de comisario general del Ejército del Este y, en los últimos días de la guerra era comisario inspector del Ejército de Levante en la zona centro sur. Al ser derrotada la República partió rumbo al exilio. Fue evacuado a bordo del HMS Galatea, gracias a la ayuda de lord Farringdon, y tras una estancia en Londres, viajó a París, nombrado por Juan Negrín secretario general del Servicio de Evacuación de Refugiados Españoles (SERE). Tuvo a su cargo la organización de diversas expediciones de refugiados hacia tierras americanas. La policía francesa y la Gestapo lo detuvieron e internaron en el campo de concentración de Vernet d'Ariège.
Una vez liberado, viajó a Santo Domingo y luego a México, a donde llegó en julio de 1940 como país de exilio en el que se instalaría definitivamente, y en 1948 acabó afiliándose al Partido Comunista Español (PCE). Durante su exilio desarrolló una destacada actividad como catedrático universitario e investigador en la Biblioteca Nacional de México. Fue fundador de la Escuela Nacional de Bibliotecarios y Archivistas. Durante estos años se convierte en un especialista en bibliografía y paleografía y publicó más de 200 obras, entre libros y ensayos.